# Проспект Свободи (Кам'янське)
Проспект Свободи — головна вулиця Кам'янського у Заводському й Південному районах міста. Від Дніпровського металургійного комбінату проспект Свободи проходить на південь угору до Привокзальної площі біля залізничної станції Кам'янське-Пасажирське. Довжина проспекту Свободи — 3000 м. Проспектом Свободи прокладено трамвайну лінію, де збігаються всі 4 маршрути міста.

## Історія

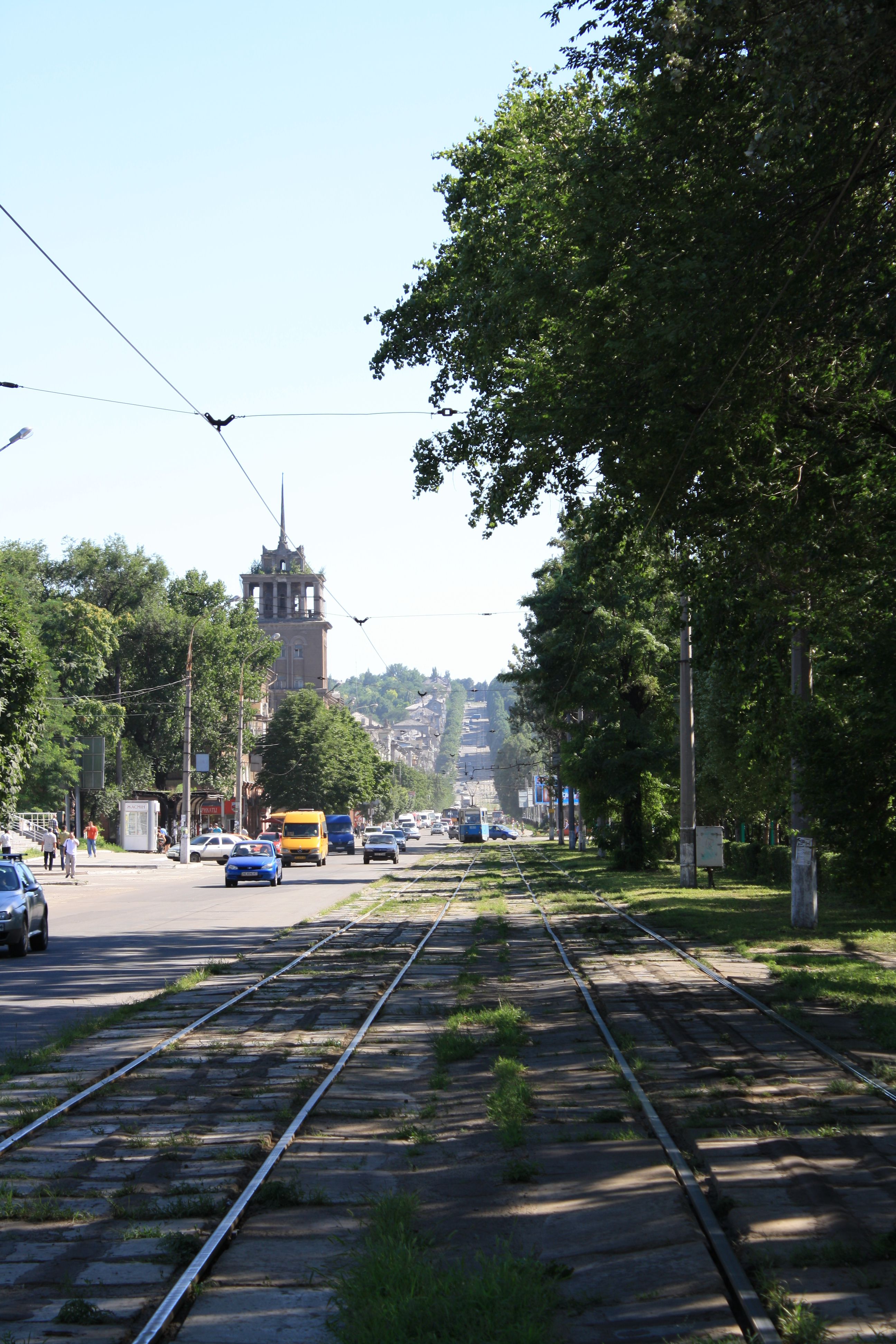
Проспект Свободи. Вдалині - "Будинок зі шпилем"

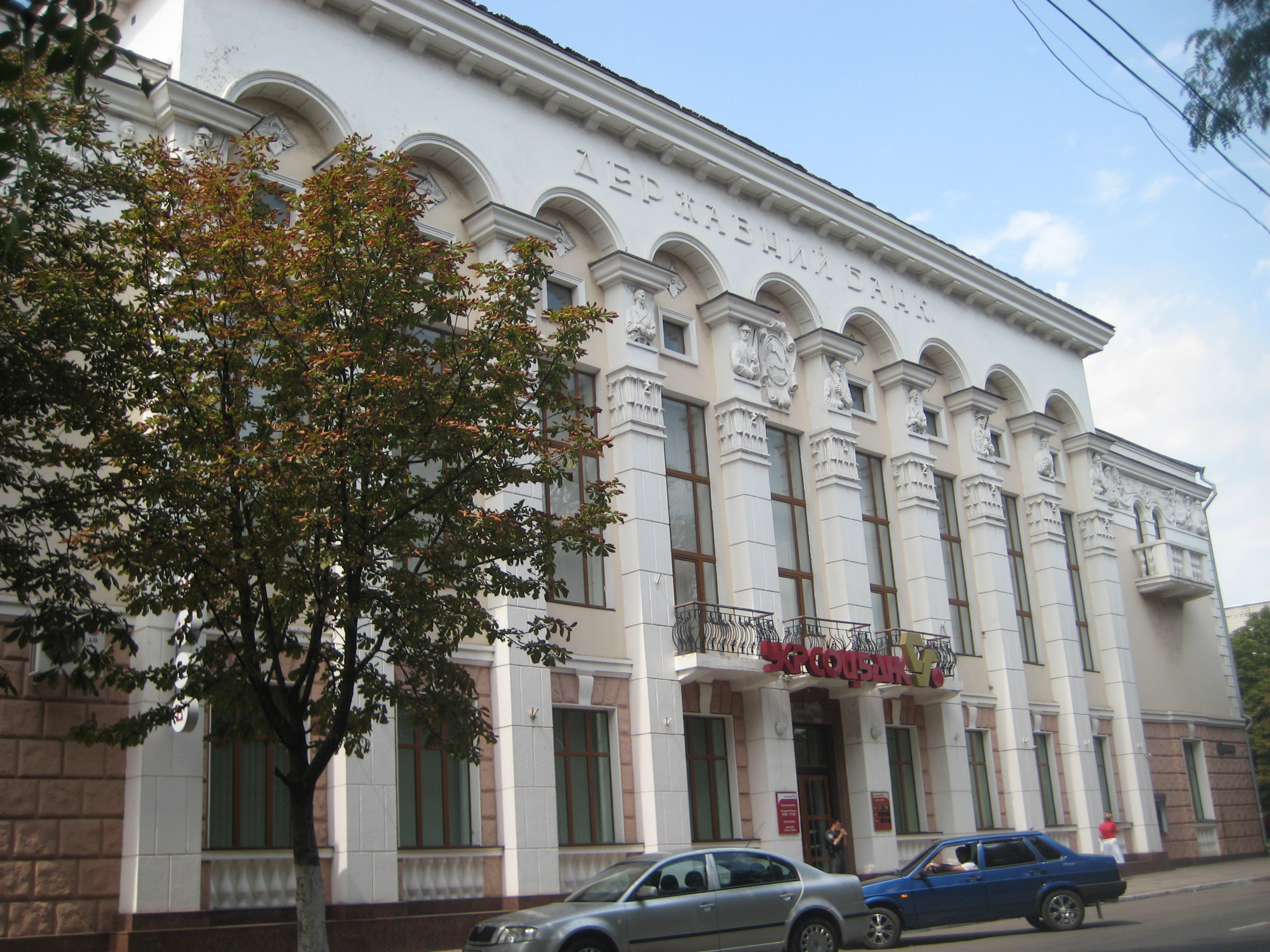
УкрСоцБанк (буд.№ 2)

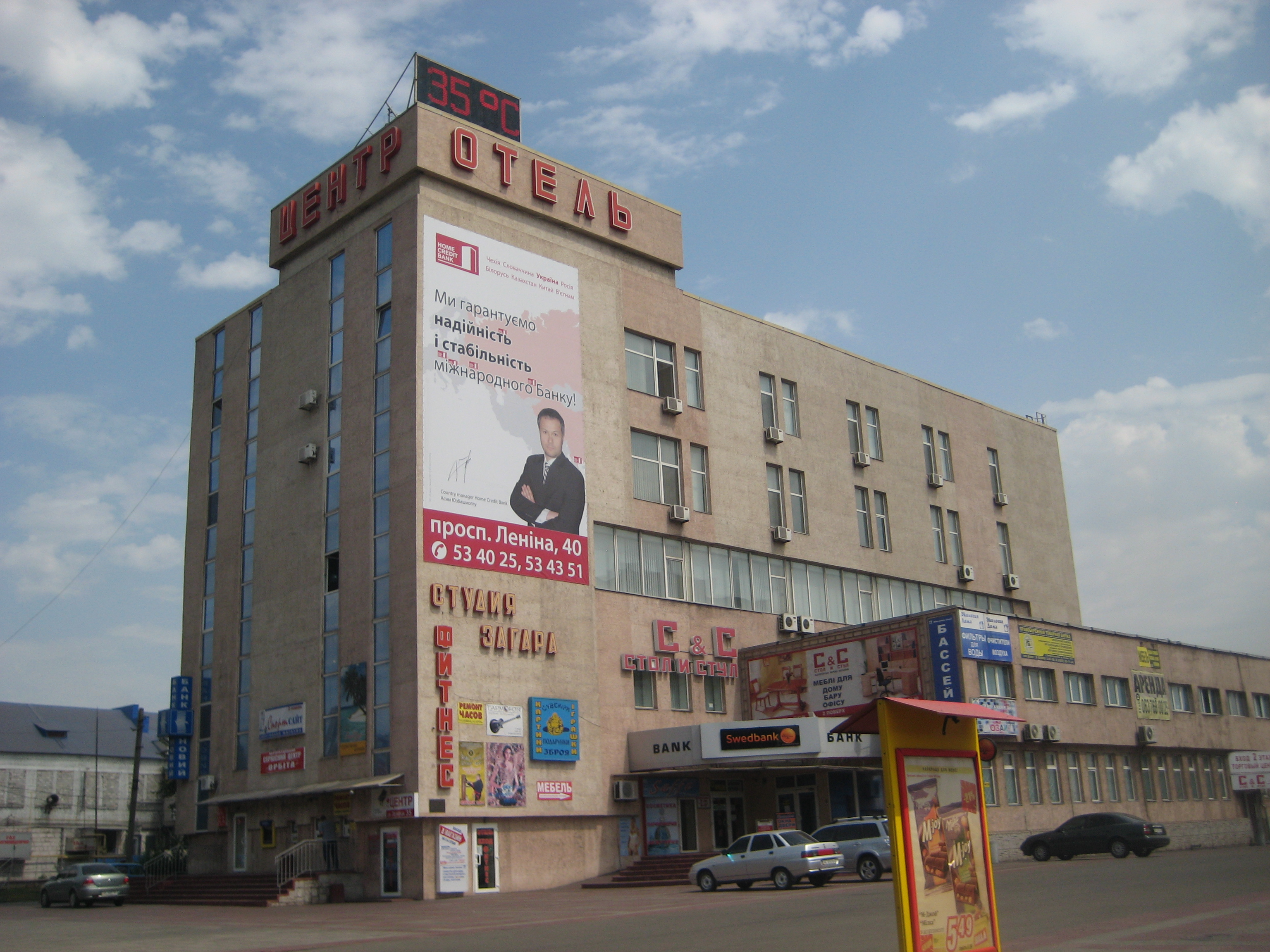
Готель «Центр» (буд.№ 35)

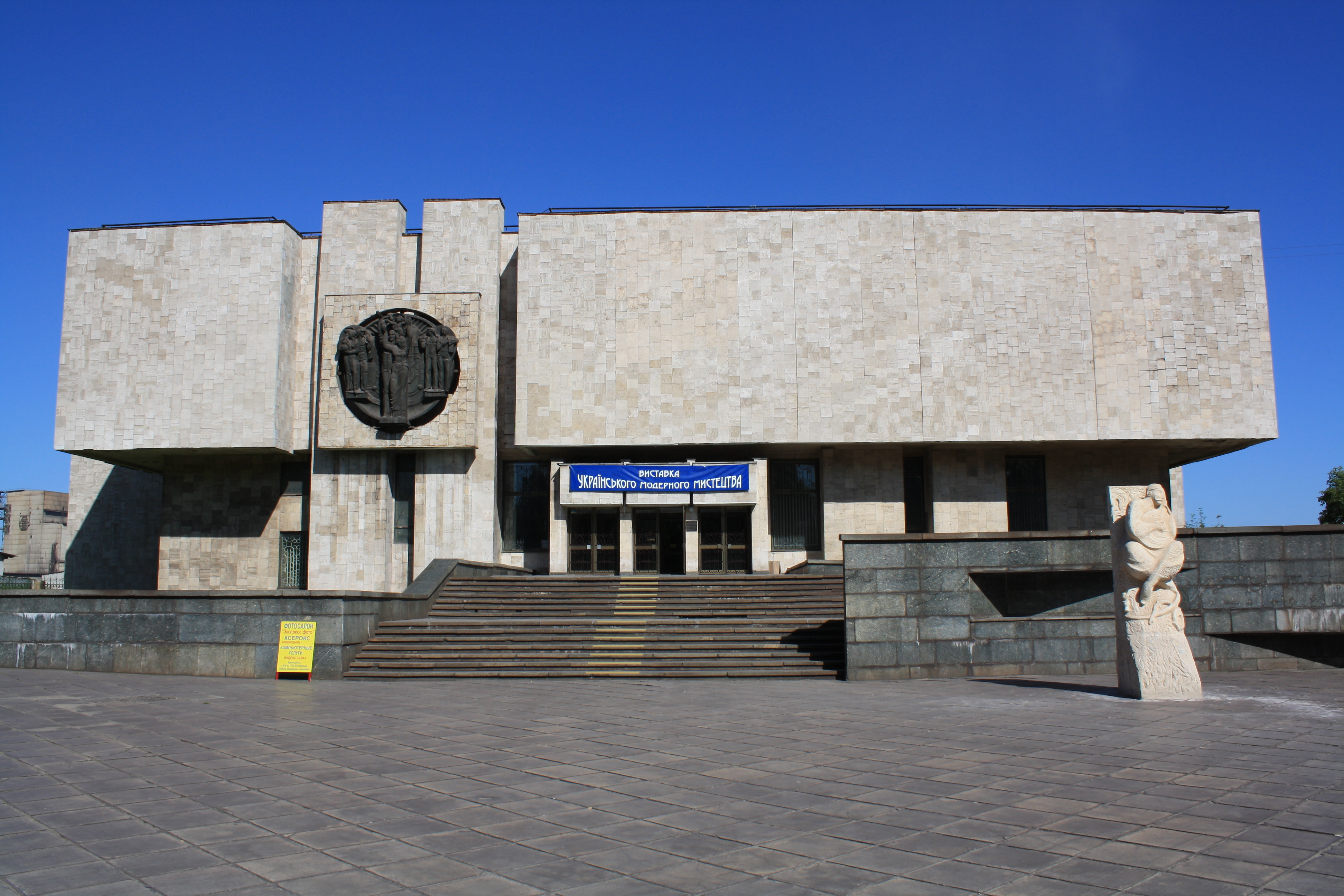
Музей історії Кам'янського (буд.№ 39)

Початок майбутнього проспекту одна з історичних вулиць села Кам'янське  — Новобазарна вулиця,  в 1927 році перейменована на вулицю Миколи Заваріхіна, комсомольця вбитого в Аулах. У 1917 - 1928 роках по вулиці проходила межа між міською та сільською частинами Кам'янського. Наприкінці 1940-х років вулиці Заваріхіна та Новозапорізька об'єднуються в центральну вулицю, що отримала назву проспект Леніна.
19 лютого 2016 року рішенням Кам'янської міської ради перейменовано проспект Леніна на проспект Свободи.

## Будівлі
- пам'ятник Прометею
- № 1а — ресторан «Кам'янські вечори»
- № 2/1 — Заводська районна рада
- № 2 — УкрСоцбанк
- № 3 — Інженерний корпус ПАТ ДМК, Медсанчастина ДМК
- № 4 — Промінвестбанк
- № 15б — Зал Царства Свідків Єгови
- № 15 — ресторан «Хан»
- № 20а — міська поліклініка № 3
- № 24 — нічний клуб «Plasma»
- № 34 — магазин «АТБ-Маркет»
- № 35 — готель «Центр» і торговий центр
- № 36 — Департамент з гуманітарних питань Кам'янської міської ради
- № 37 — Торговий центр "Dmart"
- № 39 — Музей історії Кам'янського
- № 43 — ПриватБанк
- № 44 — відділення «Укртелеком»
- № 45 — супермаркет «Ельдорадо»
- пам'ятник «Загиблим героям АТО»
- № 51 — «Будинок зі шпилем»
- № 57а — універмаг «Райдуга»
- пам'ятник матері і дитини
- пам'ятник воїнам визволителям
- № 76а — штаб громадянської оборони
- № 88 — поштове відділення 51933
- № 95а — дитячий садок № 36
- № 107 — залізничний вокзал станції Кам'янське-Пасажирське

## Перехресні вулиці
- площа 250-річчя міста
- Соборна вулиця
- проспект Гімназичний
- вулиця Любавицького ребе
- вулиця Олекси Сокола
- вулиця Історична
- вулиця Слов'янська
- вулиця Моршинська
- вулиця Іванівська
- Лісопильна вулиця
- майдан Героїв
- вулиця Широка
- проспект Тараса Шевченка
- вулиця Ковалевича
- провулок Центральний
- вулиця Любомирівська
- вулиця Мурахтова
- вулиця Кобзарська
- проспект Відродження
- вулиця Долматова
- вулиця Миру
- вулиця Воробйова
- вулиця Гетьмана Сагайдачного
- вулиця Дениса Рохтіна
- вулиця Миколи Лисенка
- проспект Ювілейний
- вулиця Володимира Сиренка
- вулиця Сурська
- площа Привокзальна
- вулиця Олександра Довженка

## Трамвайний рух
Проспектом Свободи курсують трамваї маршрутів:
- № 1 - ДМК — вулиця Сергія Слісаренка
- № 2 - ДМК — вулиця Дунайська
- № 3 - ДМК — Карнаухівка
- № 4 - вулиця Одеська — ДКХЗ

## Міські легенди
Будинок N 51 так званий "Будинок зі шпилем" збудований на місці сільського цвинтаря у перші роки  (1950-ті) після зведення мав славу місця, де оселилась нечиста сила. Мешканці скаржились на сторонні звуки вночі та полтергейст. 
Квартира під баштою нібито належала невизнаному художникові, який у 1956 році, в момент творчої кризи вбив свою дружину і дитину, а потім наклав на себе руки. Достеменно невідомо чи правдивий цей факт, але одна з квартир дійсно покинута не один десяток років.